# Liefdehuis
Een liefdehuis was een geestelijke instelling van rooms-katholieke signatuur. In de negentiende eeuw werden talrijke liefdehuizen gebouwd na het herstel van de bisschoppelijke hiërarchie in 1853. Deze liefdehuizen waren met name bedoeld voor onderwijs en ziekenzorg in de plaatsen waar zij gevestigd werden.